# Ту-16
Ту-16 (име по класификация на НАТО: Badger, в превод – „язовец“) е съветски двумоторен реактивен ракетоносец-бомбардировач, с далечно действие, произведен от конструкторско бюро „Туполев“.
Произвеждан е в различни модификации, включително ракетоносен вариант, самолет – прехващач, самолет за радио-електронна борба и др. Серийно се произвежда от 1953 до 1963 г.
На въоръжение във ВВС на СССР, Русия и страните от бившата СССР, в продължение на повече от 50 години. Също така е бил на въоръжение в ВВС на Египет, Ирак, Индонезия, произвеждан е в Китай, под названието „Xian H-6“. За времето в което е произвеждан, са достигнати 1509 броя Ту-16.

## История
В края на Втората световна война СССР възобнобява изоставената си програма за стратегическа авиация с далечно действие, като в следвоенните години първата машина от този тип се явява Ту-4, четиримоторен витлов самолет, копие на американския B-29 „Superfortress“.
Още в края на 40-те години на ХХ век става ясно, че бъдещето на авиацията е в самолетите, снабдени с реактивни двигатели. Това е потвърдено и от войната в Корея през 50-те години, когато макар и отлично екипираните В-29, трудно преминават през мощната противовъздушна отбрана (ПВО).
Освен това, съветския военноморски флот има нужда от самолет, който може да бъде ефективно средство срещу превъзхождащият ги надводен флот на западните сили, по време на студената война.
Техническото задание по създаването на самолета, – радиус на действие по задание около 3000 км, околозвукова скорост и бомбен товар 7 тона, – били готови още в края на 40-те години, но нуждата от модерни и подходящи двигатели отлага проекта.
Конструкторско бюро Туполев в това време разработва редица експериментални модели, които по-късно стават прототипи на самолета Ту-16. В това число трябва е разработката с кодово наименование „82“ – първият фронтови бомбардировач със стреловидни крила и два реактивни двигателя. Модел „82“ не е приет на въоръжение, защото военните одобряват проекта на конкурентното конструкторско бюро „Илюшин“ – Ил-28. Поради тази причина останалите от проототипа „82“ разработки, се използват в проектите за създаване на по-късния модел фронтови бомбардировач Ту-22.
Непосредствен предшественик на Ту-16 е модел с кодовото название „86“, разработката на който започва през 1948 година. Прототипът обезпечава полет с 2-тонна бомба, на разстояние до 4000 км, височина 6000 м и скорост – 980 км/ч.
На 29 август 1949 година СССР провежда изпитания на ядрената бомба РДС-1 и започва подготовка за серийно производство на бомба РДС-3. Това изисква от авио-конструкторската промишленост на СССР, да създаде далечинен бомбардировач, способен да достави до целта това оръжие, като се има предвид че теглото на бомбата превишава 5 тона. Освен това, самолетът трябва да има отопляемо бомбохранилище, а конструкцията на машината трябва да притежава ефикасна защита на екипажа, от въздействието на радиацията и поразяващите фактори на ядреното оръжие. На военната авиация е необходим не просто самолет, летящ със скорост два пъти по-висока от тази на Ту-4, а самолет, способен да достигне далечинния обхват на Ту-4.
Изследванията на КБ „Туполев“ по модела „86“, показват, че пълноценна скорост на далечинен реактивен носител на ядрено оръжие, може да бъде създаден само с увеличени масо-габаритни параметри на самолета, и увеличена тяга на двигателите с 1,5 – 2 пъти. Именно на базата на тези заключения е създаден прототипа „88“, който се превръща в Ту-16. Първоначалния проект за създаването на Ту-16 е одобрен на 5 юли 1951 година.
Конструкцията на новия самолет включва редица черти, придаващи на Ту-16 характерен външен вид и правейки го един от най-красивите и познаваеми самолети в света. Особена гордост на съветското самолетостроене се явява крилото на Ту-16. Два лонжерона, горните и долни панели на крилата, образуват основен силов елемент на конструкцията – здрав кесон. На американските бомбардировачи от сходен клас и произвеждани по това време – B-47 и B-52 крилото било сравнително подвижно, което се нуждало от своя страна от демпфери, които да обират вертикалното отклонение и вибрации на крилата. От своя страна крилото на Ту-16 било сравнително тежко, и се деформира малко в полет, което дава възможност за допълнително натоварване.
След редица доработки, свързани с необходимостта да облекчат теглото на самолета и едновременно с това да обезпечат неговата защита от поражаващите фактори на ядреното оръжие, Ту-16 е приет на въоръжение във ВВС на СССР през май 1953 година. Първия серийно произведен самолет Ту-16, излиза от завода в град Казан, на 29 октомври 1953 година.
Самото производство на машината става в три завода, в Казан са произведени 800 машини, в Самара – 543 и във Воронеж – 166. Серийното производство продължава до края на 1963 година.
В течението на годините на служба, самолетът претърпява множество модификации и доработки, съобразени с новите видове оръжия и радио-електронно оборудване. В Русия е свален от въоръжение чак през 90-те години на ХХ век, ставайки един от най-дълго служилите бойнни самолети в историята.
Китайския вариант на Ту-16 – „Xian H-6“ все още е на въоръжение (2007).

## Бойно използване
В продължение на десетилетия Ту-16 остава основния самолет в стратегическата авиация на СССР. Ту-16 на морската авиация изпълнява задачи за следенето и съпровожда авианосни ударни групи на САЩ, по цялото северно полукълбо. понякога тези полети завършвали с аварии и катострофи. Така например, през 1968 година, пред очите на моряците от самолетоносача „Есекс“, се разбива самолет-разузнавач Ту-16 на Северния флот в Норвежко море. През юни 1980 година още един разузнавателен самолет на Тихоокеанския флот се разбива при неустановени обстоятелства, по време на следене на японския флот.
По време на Шестдневната война, през 1967 година, израелските ВВС, благодарение на фактора изненада, унищожават 30 египетски Ту-16, още преди да излетят от пистите, а един иракски Ту-16 е свален над територията на Израел. Египетските самолети, които не били в хангари, а на открита стоянка, са елиминирани от израелските пилоти с напалм и касетъчни бомби.
Във Войната от Йом Кипур, от 1973 година, египетските Ту-16 взимат ограничено участие, пускайки 25 ракети „КСР-2“ и „КСР-11“, от които целта достигат само 5. По израелски данни, един Ту-16 бил свален.
Бомбардировачи Ту-16 също така взимат участие в ирано-иракската война, базирани в авиабазата Ал-Валид, близо до иракско-сирийската граница, периодично извършвайки бойни мисии над ирански градове.
По време на Войната в Афганистан (1979 – 1989) Ту-16 се използват многократно за бомбардировки на територията на Афганистан. През април 1984 година, самолети от 200 тежкобомбардировъчен полк, участват н Панджерската операция по залавянето на Ахмад Шах Масуд. Заедно с бомбардировачи Ту-22 и фонтовата авиация на 40-а армия, създават невиждан в историята бомбен килим над Панджерската долина. Основното оръжие на Ту-16 в тази операция били фугасните бомби „ОФАБ-250“.
През лятото на 1986 г. пред далечната съветска авиация са поставени задачи да бъдат разрушени командните пунктове на душманите, намиращи се дълбоко в пещерите, които освен че са дълбоки са и бетонирани. Предходните атаки върху тези пещери не дава резултат с обичайните боеприпаси, затова съветското командване решава да използва най-тежките авиобомби с които разполага ВВС на СССР – „ФАБ-9000“, аналог на британските „Grand Slam“. Към този момент единственият самолет, който бил в състояние да транспортира „ФАБ-9000“ до целта бил Ту-16. Целта е поставена за изпълнение пред 251-ви тежкобомбардировъчен полк, разположен в Бяла Черква, Украйна. Ефекта от попадението на тези бомби бил впечатляващ: стотици тонове скална маса се срутва, затрупвайки входовете на пещерите и срутвайки голяма част от тях. Малкото пътища в района и пътеките в планините били унищожени, кето от своя страна затруднило неимоверно участниците в конфликта, при откриването на обходни пътища, продължило няколко седмици.

## Модификации
- Ту-16 (Badger A) – среден бомбардировач, първа серийна модификация
- Ту-16А – стратегически бомбардировач – носител на ядрено оръжие, най-масовата модификация – построени са 453 машини
- Ту-16В – стратегически бомбардировач. Построен в три екземпляра – носител на водородна бомба, аналогична е взривена на 30 октомври 1961 година на Нова Земя („Цар-бомба“, „Кузькина мать“)
- Ту-16Б – среден бомбардировач, модификация с двигателями М-16-15 (РД16-15)
- Ту-16К-10 (Badger C) – далечинен бомбардировач-ракетоносец, с ракети К-10
- Ту-16К-11-16 (Badger G) – далечинен бомбардировач-ракетоносец, с ракети Х-16 и Х-26
- Ту-16К-10-26 (Badger G) – далечинен бомбардировач-ракетоносец, с ракети КСР-5 и КСР-2 (морски вариант – Х-10СД и Х-10С)
- Ту-16КС (Badger B) – далечинен бомбардировач-ракетоносец, ракети КС-1 „Комета“; около 40 самолета от този вариант са произведени и продадени на Индонезия и Египет

- Ту-16КСР – далечинен бомбардировач-ракетоносец, ракети КСР и КСР-2
- Ту-16П „Ёлка“ (Badger H) за радио-електронна борба
- Ту-16П „Букет“ (Badger J) за радио-електронна борба
- Ту-16Е (Badger K) – самолет за радио-електронна борба
- Ту-16-3 – самолет-танкер (метод за зареждане – от крилата)
- Ту-16Н – самолет-танкер (метод за зареждане – маркуч с конус)
- Ту-16С – морски спасителен самолет, носител
- Ту-16Г – пощенски самолет, използван и като учебен за екипажите на „Аерофлот“
- Ту-16КРМ – самолет-носител на безпилотни мишени
- Ту-16Т – торпедоносец
- Ту-16РМ – морски разузнавач-целеуказател
- Ту-16Р – далечен разузнавач
- Ту-16 „Циклон“ – метеорологичен самолет
- Xian H-6 – кКитайски бомбардировач за средна дистанция
- Xian H-6A – китайски стратегически бомбардировач, носител на ядрено оръжие
- Xian H-6-IV – китайски морски бомбардировач-ракетоносец, ракети „C-601 Silkworm“.

## Страни, притежаващи Ту-16
- Армения: 30 останали на въоръжение от участието в СССР. Извадени от употреба през 1995 г.[1]
- Азербайджан: 10 самолета останали след разпада на СССР. Извадени от употреба през 1995 г.[2]
- Беларус: 121 самолета, останали след разпада на СССР [3], извадени от употреба през 1995 г.[4]
- Китай: Закупува няколко Ту-16 през 1959; произвежда по лиценз Xian H-6
- Египет: Притежава Ту-16KS, Ту-16T, Ту-16KSR-2-11, и Ту-16R. Използна и H-6.
- Грузия: 20 останали на въоръжение от участието в СССР. Извадени от употреба през 1995 г.[5]
- Индонезия: 25 Ту-16KS-1 придобити през 1961, използвани за подготовката на Операция „TRIKORA“ през 1962 (превземането на Западна Нова Гвинея от Холандия). Не се използват след 1970 г.
- Ирак: 8 Ту-16, 6 Ту-16KSR-2-11, всички са разрушени в Операция Пустинна буря през 1991 г.
- Русия
- СССР
- Украйна: 18 самолета, наследени от СССР.